# S:t Marie kyrka, Åbo
S:t Marie kyrka – äldre benämningar är Räntämäki efter kyrkobyn eller Vårfrukyrka – är församlingskyrka i S:t Marie församling (finska: Maaria). Den ligger i Åbo stad norr om Aura å. Den är en medeltida, treskeppig långkyrka i gråsten med yttre måtten 34,2 x 9 meter. Den har en yttre sakristia, ett vapenhus och ett klocktorn.

## Historia
S:t Marie socken hör enligt en enstämmig forskning till de äldsta territoriella församlingarna i det finska biskopsstiftet och härstammar således från tiden då det finska missionsstiftet omvandlades till ett ordinarie biskopsstift. Detta skedde under 1200-talet då biskopen blev bofast, en biskopskyrka byggdes, ett domkapitel inrättades och socknarna fick bofasta präster som avlönades genom ett ordnat skattesystem. Ett problem i den äldre historieskrivningen var att man länge trodde att den nuvarande kyrkan också hade varit biskopskyrka men detta fick sin lösning då man 1902 kunde konstatera det i Korois fanns en biskopskyrka endast drygt 800 meter därifrån. Ett annat problem är att kyrkan i Korois och kyrkan i Räntämäki båda har haft jungfru Maria som sitt skyddshelgon och förväxlingar har gjorts. Ett tredje problem är att socknen sedan äldsta tid har varit prebende för en av medlemmarna i domkapitlet. Eftersom ett prebende byggde på en stor donation till domkapitlet men församlingen sköttes både andligt och ekonomiskt av prebendeinnehavaren, kan några av källangivelserna kring församlingen få sin förklaring.
Brand.
Fredagen 16 juni 1876 brann kyrkan genom ett åsknedslag. Kyrkan hade vid tiden ett nytjärat spåntak som antändes strax ovanför koret. Alla viktigare inventarier hann räddas och även församlingens 10-åriga orgel. Kyrkan hade tre kyrkklockor där två ansågs kunna användas igen. Däremot blev kyrkans tidigare katolska arvssaker som låg i ett utrymme, lågornas rov.

### Prebendet
I den nuvarande kyrkans sakristia förvaras en gravhäll över en år 1290 avliden Ingegerd, hustru till Per. Detta är den enda gravhäll som har bevarats i socknens kyrkor och kan tänkas ha vårdats särskilt om hon har gjort en större donation. Redan år 1303 kunde biskopen byta bort jord i Räntämäki by mot jord i Korois. Detta har tolkats som om där hade funnits en hednisk lund, som kyrkan med påvligt tillstånd hade lagt beslag på, men det kan gott vara fråga om donationsjord. År 1368 skänkte kaniken i Åbo och domkapitlets ekonom, senare biskopen, Johannes Westfal tre jordstycken i Räntämäki till hustru Helena för trogen tjänst, efter hennes död skulle de gå till Åbo domkyrka. År 1411 uppträdde en Herman Frowinsson, kanik i Åbo och kyrkoherde i Vårfrusocken, som sigillvittne. År 1498 överfördes prebendet på de i Åbo bosatta prästernas gemensamma hushåll, en åtgärd vanlig under senmedeltiden. Då prästkommunet (det katolska prästerskapets gemensamma hushåll) 1540 hade upplösts användes medlen för gamla präster och fattiga. Under senare hälften av 1500-talet växlade prebendeinnehavaren mellan skolmästaren och biskopen i Åbo och under början av 1600-talet var det biskopens prebende. Från 1660 till 1844 gick församlingens inkomster till en professor vid Akademin och därefter ännu några decennier till rektorn för gymnasiet i Åbo. År 1872 blev S:t Marie en självständig församling med den siste skolrektorn som kyrkoherde.

### En eller två kyrkor i socknen
Inom forskningen råder olika åsikter om socknens kyrkobyggnader. För Korois gäller följande utveckling. En bykyrka från korstågstiden ersattes på 1230-talet av en biskopskyrka. Biskopen flyttade till Åbo på 1290-talet. Kyrkan i Korois förstördes ca 1318 men byggdes upp i en ny och större form. Denna kyrka förstördes på 1390-talet och man inledde omedelbart ett nybygge i sten, som möjligen avbröts av det stora jordskredet i uddens sydvästra hörn. För Räntämäki finns två berättelser. Den äldre anser att kyrkan har byggts i flera etapper. Den första ska ha gällt en träkyrka från slutet av 1200-talet med en stensakristia. Träkyrkan förstördes 1318 och en ny kyrka i sten uppfördes i mitten av 1300-talet. Valv slogs omkring 1380. Vapenhuset och tornet byggdes ca 1400. I slutet av medeltiden höjdes korets valv, byggdes nya runda kolonner närmast altaret och de rikt prydda kyrkgavlarna byggdes enligt mönster från Nådendals klosterkyrka. Den yngre berättelsen anger att stenkyrkan har föregåtts av träkyrkor från 1200-talets början. En av dem förefaller ha stått på samma plats som den nuvarande kyrkan eftersom man 1984 gjorde ett myntfynd nära altaret där de äldsta mynten är från tiden 1330 till 1350. På 1440-talet ersattes den sista träkyrkan med den nuvarande stenkyrkan som byggdes i ett svep med långhus, sakristia och vapenhus och välvning. I slutet av 1400-talet byggdes kyrkans gavlar och förhöjdes korvalven medan klocktornet kom till på 1500-talet. På Räntämäki kyrkplats är de enda beläggen för en tidigare kyrka än stenkyrkan Ingegerds gravhäll och myntfynden vid altaret.

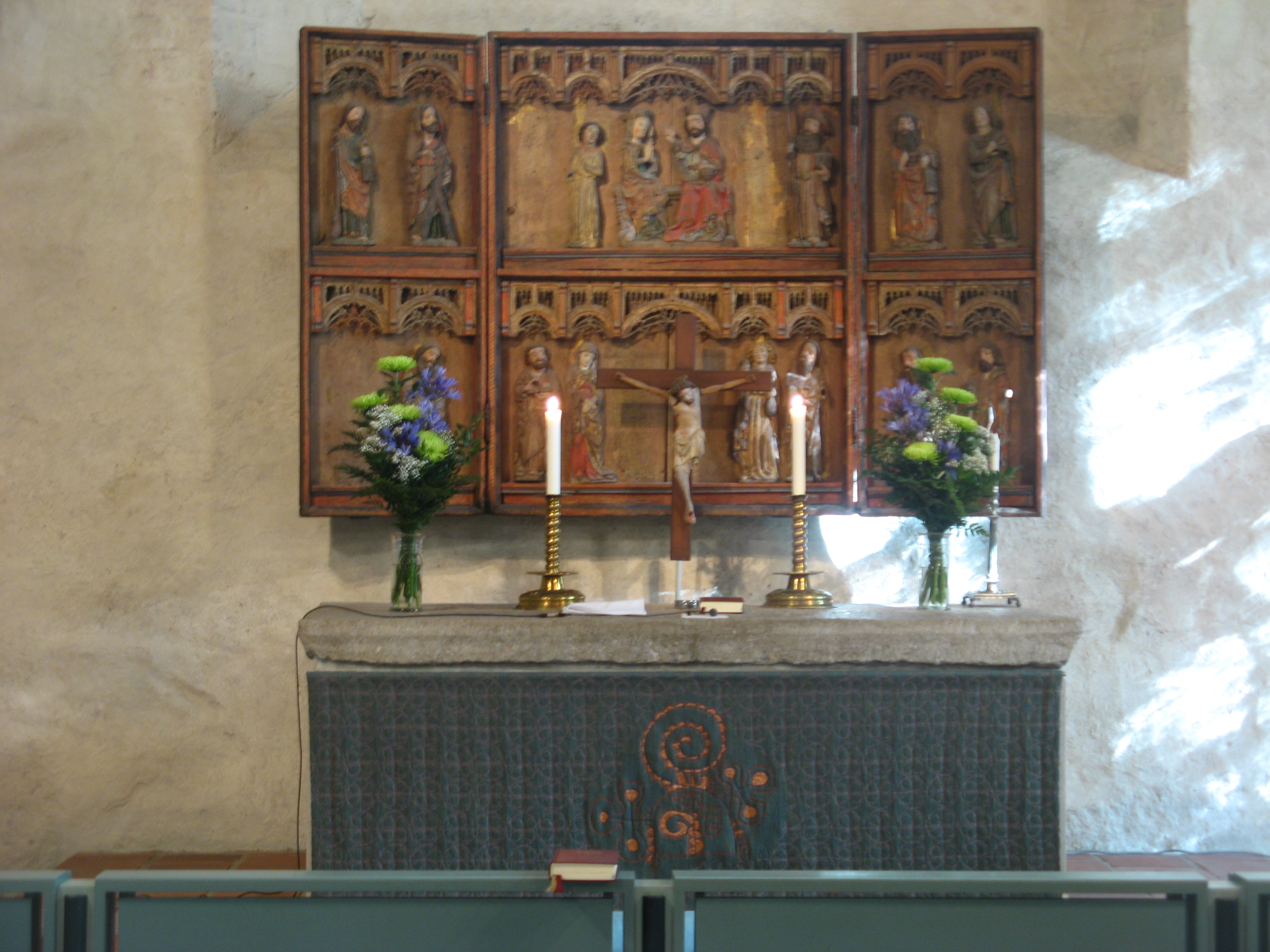
Altarskåpet i S:t Marie kyrka

## Dagens kyrka
Det treskeppiga kyrkrummet har fem travéer täckta med kryssvalv utom de två längst i öster i mittskeppet som har stjärnvalv. Mellan dem är pelarna runda, övriga pelare är fyrkantiga. Kyrkans kalkmålningar hör till byggnadsskedet före ombyggnaderna i koret och består av enstaka gestalter, mytiska figurer, skepp, jungfrudanser m.m. I fjärde valvet på södra sidan visar texter om Jungfru Maria att Maria-altaret har stått där. Då kyrkan brann år 1876 förstördes 18 helgonstatyer, bland dem fem av kyrkans skyddspatroner, fyra bilder av jungfru Maria och en av S:t Dionysius. Kvar i kyrkan finns idag ett altarskåp från mitten av 1400-talet med Marias himmelska kröning som centralmotiv, ett triumfkrucifix från början av 1400-talet och en liten Kristustorso fäst på ett modernt kors som altarkrucifix. År 1662 skaffades en predikstol som är gjord efter modell från predikstolen i Åbo domkyrka.

### Omgivningen
Kyrkogårdens portar har byggts år 1803 efter Charles Bassis ritningar. På kyrkogården har funnits tre murade gravkapell. I nordvästra hörnet ligger kapellet som byggts av hovrättssekreteraren Carl Gustaf Bähr (d. 1792). Vid kapellet står en fattiggubbe som har köpts i Åbo 1853. Öster om kyrkan vid muren ligger medicine professorn i Åbo Johan Haartmans gravkapell från år 1782. Under korfönstret ligger grunden till ett tredje gravkapell. Det byggdes av domprosten Samuel Pryss på 1750-talet och revs 1876. På andra sidan vägen står prästgården som byggdes under kyrkoherden Salomon Kreanders tid år 1787–1791. Den fick i början av 1900-talet en påbyggnad så att den nu är helt och hållet i två våningar. Vinkelrätt mot den står den gamla bostadsbyggningen. På den kringbyggda gården växer gammalt vildvin och i den södra trädgården gamla hagtornsbuskar, växter som prebendaten före Kreander, professor Pehr Kalm hade tagit med sig från Norra Amerika.